# My Swagger Has a First Name
 (février 2022).
Singles de Destroy Rebuild Until God Shows
Sex Life
(2011)
Pistes de D.R.U.G.S.
The Hangman
(10) A Little Kiss And Tail
(12)
My Swagger Has A First Name est une chanson du groupe Destroy Rebuild Until God Shows qui apparaît sur l'album D.R.U.G.S.. C'est le quatrième et dernier single de l'album sortie le 31 janvier 2011. 

## Liste des pistes
| My Swagger Has A First Name | My Swagger Has A First Name | My Swagger Has A First Name     | My Swagger Has A First Name | My Swagger Has A First Name | My Swagger Has A First Name | My Swagger Has A First Name | My Swagger Has A First Name | My Swagger Has A First Name | My Swagger Has A First Name |
| No                          | Titre                       | Auteur                          | Durée                       |                             |                             |                             |                             |                             |                             |
| --------------------------- | --------------------------- | ------------------------------- | --------------------------- | --------------------------- | --------------------------- | --------------------------- | --------------------------- | --------------------------- | --------------------------- |
| 1.                          | My Swagger Has A First Name | Destroy Rebuild Until God Shows | 3:43                        |                             |                             |                             |                             |                             |                             |
| 3:43                        |                             |                                 |                             |                             |                             |                             |                             |                             |                             |